# Нецер, Двора
Двора Нецер (ивр. דבורה נצר‎; урожденная Дискина; род. 1897 год, Мена, Черниговская губерния, Российская империя — 4 января 1989 года, Израиль) — израильский политик, депутат кнессета (первые шесть созывов) от «МАПАЙ» и «МААРАХ».

## Биография
Двора Дискина родилась в местечке Мена, Черниговской губернии, Российской империи (ныне Украина). Её родители — Шимон Лейба Дискин (любавический хасид) и Песя Шульман.

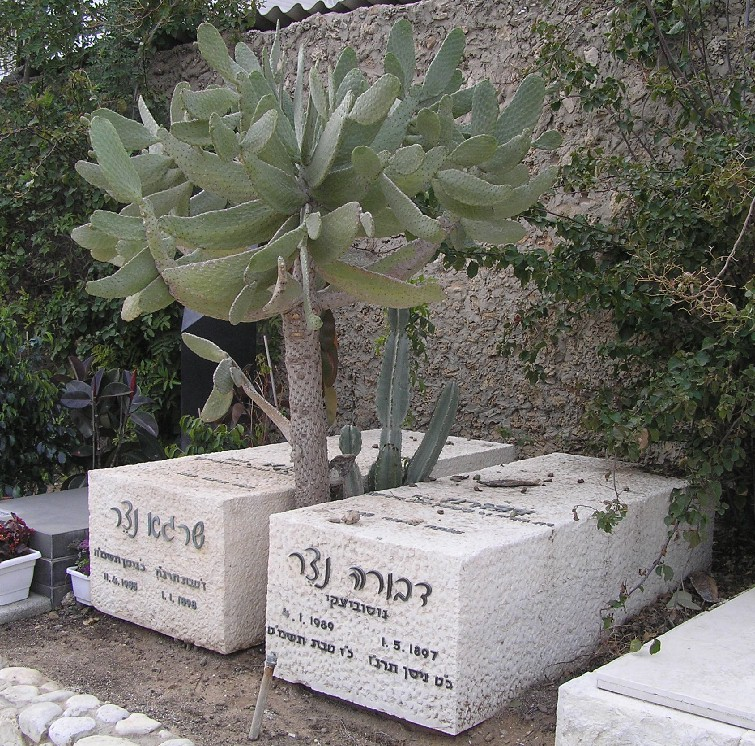
Могила Нецеров в Тель-Авиве

Двора окончила гимназию, училась в университете Екатеринослава, окончила Харьковский университет, где она изучала биологию, в 1921 году. Занималась преподавательской деятельностью.
Живя в Российской империи, принимала участие в движениях «ха-Халуц» и «Цеирей Цион», за что позже арестовывалась советскими властями. В 1920 году она вышла замуж за Шрагу Носовицкого, ставшего известного позже под именем Шраги Нецера, активного функционера МАПАЙ.
Семья иммигрировала в подмандатную Палестину в 1925 году. Двора стала работать в школе для рабочей молодежи, позже она была также директором школы. В 1937 году стала делегатом 20-го сионистского конгресса в Цюрихе.
В 1949 году была избрана в кнессет 1-го созыва от МАПАЙ, получив место в комиссиях по услугам населению и по образованию и культуре. Должности в тех же комиссиях сохранила в кнессете 2-го созыва.
В 1955 году была переизбрана в кнессет 3-го созыва работала в комиссии кнессета, по образованию и культуре, по услугам населению. В кнессете 4-го созыва к этим должностям прибавилось членство в комиссии по иностранным делам и обороне, а также в законодательной комиссии кнессета.
Получила пост главы комиссии кнессета во время работы 5-й парламентской каденции. В кнессете шестого созыва занимала пост заместителя спикера. Работала в кнессете до 1969 года.
Скончалась 4 января 1989 года, похоронена рядом с мужем Шрагой на кладбище Трумпельдор в Тель-Авиве.
В 1922 году Двора Нецер родила сына Моше, ставшего видным деятелем «Пальмаха» и Армии обороны Израиля. Сын Моше Ицхак Нецер погиб в 1967 году.
Дочь Рина родилась в 1932 году, она получила Премию Израиля в области просвещения (1996).